# Хуедин
Хуедин (на румънски: Huedin) е град в окръг Клуж, северозападна Румъния. Населението му е около 9 300 души (2011).
Разположен е на 543 метра надморска височина в подножието на Западнорумънските планини, на 44 километра северозападно от Клуж Напока и на 88 километра югоизточно от Орадя. След 1330 година селището в продължение на столетия е владение на унгарската фамилия Банфи, а в началото на XX век 70% от жителите са унгарци, а 20% – евреи. През 1918 година градът е присъединен към Румъния и днес 59% от населението са румънци, 29% – унгарци и 11% цигани.